# Грбови рејона Кабардино-Балкарије
Грбови рејона Кабардино-Балкарије обухвата галерију грбова административних јединица руске федералне републике Кабардино-Балкарије, са статусом градских округа и рејона, те њихове историјске грбове (уколико их има).
Већина грбова настала је након проглашење Кабардино-Балкарије 1992. године.

## Грбови округа и рејона
- Грб града 
 Наљчика
- Грб града 
 Баксана
- Грб града 
 Прохладнија
- Грб рејона 
 Баксански
- Грб рејона 
 Елбрушки
- Грб рејона 
 Зољски
- Грб рејона 
 Лескенски
- Грб рејона 
 Мајски
- Грб рејона 
 Прохладњенски
- Грб рејона 
 Тјерски
- Грб рејона 
 Урвански
- Грб рејона 
 Чегемски
- Грб рејона 
 Чјерекски